# Podejrzani
Podejrzani (ang. The Usual Suspects) – amerykański film kryminalny z 1995 w reżyserii Bryana Singera.

## Główne role
- Stephen Baldwin jako Michael McManus
- Gabriel Byrne jako Dean Keaton
- Benicio del Toro jako Fred Fenster
- Kevin Pollak jako Todd Hockney
- Kevin Spacey jako Roger „Pleciuch” Kint
- Chazz Palminteri jako Dave Kujan
- Pete Postlethwaite jako Kobayashi
- Giancarlo Esposito jako Jack Baer
- Suzy Amis jako Edie Finneran
- Dan Hedaya jako Jeffrey „Jeff” Rabin

i inni.

## Fabuła
W porcie w Los Angeles dochodzi do strzelaniny. Ginie dwadzieścia siedem osób i znika kokaina warta kilkadziesiąt milionów dolarów. Jedynymi świadkami zbrodni są: ciężko poparzony Węgier oraz kaleka Roger „Pleciuch” Kint (Kevin Spacey), znany już doskonale miejskim stróżom prawa. Kint w zamian za nietykalność decyduje się zeznawać.

## Nagrody
Oscary za rok 1995
- Najlepszy scenariusz oryginalny – Christopher McQuarrie
- Najlepszy aktor drugoplanowy – Kevin Spacey